# 木材场
木材场是一个加工或储存用于建筑或家庭装修的木材以及木材相关产品的场所。一些木材场有零售業務，直接向普通消费者出售木材。木材廠還會提供一些其他服务，例如向顧客提供刨床、锯子和其他大型机器。